# 황산로 (김천시)
황산로(Hwangsan-ro)은 대한민국의 경상북도 김천시 지좌동 중심부를 연결하는 도로이다.

## 노선 경로
- 김천교교차로 - 배다리길, 황산3길
- 지좌육교앞 - 영남대로

## 주요 건물 및 시설
- 김천소방서 - 경상북도 김천시 봉산로 87
- 김천동부초등학교 - 경상북도 김천시 황산로 83-15